# Бернард Лавелл
Альфред Чарлз Бернард Лавелл, OBE, FRS (англ. Sir Alfred Charles Bernard Lovell; 31 серпня 1913 — 6 серпня 2012) — англійський астроном, член Лондонського королівського товариства (1955).

## Життєпис
Народився в Олдленд-Коммон (Глостершир). У 1934 закінчив Бристольський університет. У 1936—1939 викладав фізику в Манчестерському університеті. У 1939—1945 — співробітник науково-дослідного Інституту дальнього зв'язку. У 1945—1981 працював в Манчестерському університеті, з 1951 — професор астрономії і директор Експериментальної станції Джодрелл-Бенк цього університету (нині — Наффілдська Радіоастрономічна лабораторія). Був ініціатором створення найбільшої у свій час у світі радіоастрономічної обсерваторії Джодрелл-Бенк і очолив будівництво основних її інструментів, найбільший з яких — 76-метровий рухливий параболоїд — почав діяти в 1957.
Наукові праці присвячені вивченню метеорів і нестаціонарних зірок радіоастрономічними методами. Розглянув низку теоретичних питань, пов'язаних з радіолокацією метеорних слідів, і розробив методи визначення швидкостей метеорів і фізичних умов у їхніх йонізованих слідах. Здійснив велику кількість експериментів з радіолокації метеорів. Виявив в 1958 радіовипромінювання спалахів зірок типу UV Кита. Організував міжнародні одночасні оптичні та радіо-спостереження цих об'єктів; визначив характеристики їхнього радіовипромінювання, знайшов, що відношення енергії, що генерується в радіодіапазоні, до оптичної енергії у спалахуючих зірок приблизно в 1000 разів більше, ніж у Сонця під час хромосферних спалахів. Керована ним обсерваторія Джодрелл-Бенк активно брала участь у спостереженні за космічними кораблями і апаратами (у тому числі радянськими), а також у міжнародних Радіоінтерферометричних спостереженнях з наддовгими базами (зокрема, у співпраці з радянськими радіоастрономічними обсерваторіями).
Автор монографії «Метеорна астрономія» (1954, рос. пер. 1958).
Почесний член Американської академії мистецтв і наук (1955), Нью-Йоркської АН (1960), Шведської королівської академії наук (1962), президент Лондонського королівського астрономічного товариства (1969—1971), віце-президент Міжнародного астрономічного союзу (1970—1976).
Королівська медаль Лондонського королівського т-ва (1960), медаль ім. Д. і Ф. Гуггенхейма Міжнародної федерації астронавтики (1961), Золота медаль Лондонського королівського астрономічного товариства (1981).
На його честь названо астероїд 8079 Бернардловелл.